# Zona Campus (Albacete)
La Zona Campus, o simplemente El Campus, es uno de los ejes de la vida nocturna de la ciudad española de Albacete.
Está situada en la avenida de España, y sus calles aledañas, a la altura de la Universidad de Castilla-La Mancha, en el barrio Universidad, al sur de la urbe manchega.
Es una de las principales zonas de marcha de la capital albaceteña. Además de su agitada actividad durante todo el día, es famosa por su muy activa vida nocturna, especialmente para el público más joven.
Alberga un gran número de locales con un marcado ambiente universitario. Sus terrazas y sus discotecas congregan a miles de albaceteños y visitantes.
Recibe el nombre de Zona Campus por estar situada junto al Campus General de Albacete, frente a la plaza de la Universidad.
Tiene forma triangular y está localizada en el entorno del Hotel Universidad. La Zona Campus cuenta con aparcamiento propio, amplios espacios abiertos y grandes zonas verdes.